# Elfriedella flavipilosa
Elfriedella flavipilosa är en tvåvingeart som beskrevs av Hiroshi Shima 1988. Elfriedella flavipilosa ingår i släktet Elfriedella och familjen parasitflugor.
Artens utbredningsområde är Nepal. Inga underarter finns listade i Catalogue of Life.